# كأس العالم للرجبي للسيدات 1994
كأس العالم للرجبي للسيدات 1994 هو الموسم الثاني من بطولة كأس العالم للرجبي للسيدات. كان من المفترض أن يقام في أمستردام، هولندا في الفترة من 10-24 أبريل، لكنه ألغي قبل أسابيع قليلة فقط. ومع ذلك، أقيمت مسابقة بديلة في اسكتلندا في نفس الفترة تقريبًا. في المباراة النهائية من هذه النسخة فازت إنجلترا على الولايات المتحدة (حاملة اللقب السابق) بنتيجة 38-23.